# 佳雅特麗·戴維
佳雅特麗·戴維（英語：Gayatri Devi，1919年5月23日—2009年7月29日）是印度土邦齋浦爾（Jaipur state）最後一任摩訶拉者萬·辛格·二世（Man Singh II）的第三位摩訶拉妮（1940年－1949年在位）。1947年，萬·辛格·二世把土邦和剛獨立的印度合併並可保留所有頭銜。戴維的兒子賈格·辛王子（Jagat Singh）在1970年繼位，佳雅特麗·戴維成為齋浦爾土邦王太后（Maharani Gayatri Devi, Rajmata of Jaipur），
戴維是庫齊比哈尔摩訶拉者Jitendra Narayan和巴罗达土邦公主Indira Raje之女。印度獨立後，戴維成為一名政治家。她以美貌及時尚打扮著名。

## 資料來源
1. ↑  "Rajmata Gayatri Devi" （页面存档备份，存于）. The Telegraph. 29 July, 2009.
2. ↑  "I’ve had a happy life, with no regrets: Gayatri Devi" （页面存档备份，存于）. The Times of India. 29 July, 2009.
3. ↑  "Grandchildren win India royal Gayatri Devi's riches" （页面存档备份，存于）. BBC UK. 24 September, 2015.